# Risimanovo, Stara Zagora
Risimanovo (în bulgară Рисиманово) este un sat în comuna Radnevo, regiunea Stara Zagora,  Bulgaria. 

## Demografie
Componența etnică a satului Risimanovo
     Bulgari (93,68%)
     Romi (5,26%)
     Nicio identificare (1,05%)
     Altele (0%)
La recensământul din 2011, populația satului Risimanovo era de 95 locuitori. Din punct de vedere etnic, majoritatea locuitorilor (93,68%) erau bulgari, cu o minoritate de romi (5,26%). Pentru 1,05% din locuitori nu este cunoscută apartenența etnică.